# مانفرد اشنیدورفر
مانفرد اشنیدورفر (آلمانی: Manfred Schnelldorfer؛ زادهٔ ۲ مهٔ ۱۹۴۳) اسکیت‌باز نمایشی اهل آلمان است.
از افتخارات وی میتوان به کسب مدال طلا اسکیت نمایشی در بازی‌های المپیک زمستانی ۱۹۶۴  اشاره کرد.